# Nederländerna i olympiska sommarspelen 1992
Nederländerna deltog i de olympiska sommarspelen 1992 med en trupp bestående av 201 deltagare, och totalt blev det 15 medaljer.

## Boxning
Herrar
| Athlete           | Event           | Round of 32         | Round of 16                | Quarterfinals         | Semifinals         | Final             | Final            |
| Athlete           | Event           | Opposition Result   | Opposition Result          | Opposition Result     | Opposition Result  | Opposition Result | Rank             |
| ----------------- | --------------- | ------------------- | -------------------------- | --------------------- | ------------------ | ----------------- | ---------------- |
| Miguel Dias       | Bantamvikt      | Klai (TUN) L 17–1   | Gick inte vidare           | Gick inte vidare      | Gick inte vidare   | Gick inte vidare  | Gick inte vidare |
| Orhan Delibaş     | Lätt mellanvikt | Choi (KOR) W 3–0    | Boonsingkarn (THA) W RSC-2 | Márquez (USA) W 16-12 | Reid (GBR) W 8-3   | Lemus (CUB) L 1-6 | Silver           |
| Raymond Joval     | Mellanvikt      | Aliu (SAM) W RSC-3  | Dink (ALG) L 14-22         | Gick inte vidare      | Gick inte vidare   | Gick inte vidare  | Gick inte vidare |
| Arnold Vanderlyde | Tungvikt        | Leti (SAM) W 14-0   | Sung (KOR) W 14-13         | Douglas (IRL) W RSC-1 | Savón (CUB) L 3-23 | Gick inte vidare  | Brons            |
| Jerry Nijman      | Supertungvikt   | Rostami (IRI) W 9-5 | Fischer (GER) L 5-22       | Gick inte vidare      | Gick inte vidare   | Gick inte vidare  | Gick inte vidare |

## Bågskytte
Herrarnas individuella
- Erwin Verstegen — Åttondelsfinal (1-1) → 9:e plats
- Henk Vogels — Rankningsrunda (0-0) → 34:e plats
- Berny Camps — Rankningsrunda (0-0) → 55:e plats

Herrarnas lagtävling
- Verstegen, Vogels och Camps — Åttondelsfinal (0-1) → 9:e plats

Damernas individuella
- Jacqueline van Rozendaal — Sextondelsfinal (0-1) → 20:e plats
- Christel Verstegen — Sextondelsfinal (0-1) → 23:e plats
- Adriana van Dyck — Rankningsrunda (0-0) →  59:e plats

Damernas lagtävling
- Van Rozendaal, Verstegen och Van Dyck — Åttondelsfinal (0-1) → 12:e plats

## Cykling

### Landsväg
Herrar
| Cyklist                                                   | Gren                   | Tid     | Placering |
| --------------------------------------------------------- | ---------------------- | ------- | --------- |
| Rob Compas                                                | Herrarnas linjelopp    | 4:36:33 | 72        |
| Erik Dekker                                               | Herrarnas linjelopp    | 4:35:22 | Silver    |
| Richard Groenendaal                                       | Herrarnas linjelopp    | 4:35:56 | 17        |
| John der Braber Pelle Kil Bart Voskamp Jaap ten Kortenaar | Herrarnas lagtempolopp | 2:07:49 | 7         |

Damer
| Cyklist              | Gren               | Tid     | Placering |
| -------------------- | ------------------ | ------- | --------- |
| Monique Knol         | Damernas linjelopp | 2:05:03 | Brons     |
| Leontien van Moorsel | Damernas linjelopp | 2:05:03 | 23        |
| Petra Grimbergen     | Damernas linjelopp | 2:05:03 | 29        |

### Bana
Sprint
| Cyklist              | Gren             | Gren                 | Gren      | Omgång 2                                 | Återkval 2                       | Återkval 2 Final                 | Omgång 3                         | Återkval 3                       | Kvartsfinal                      | Semifinal                        | Final                            | Final            |
| Cyklist              | Gren             | Tid Hastighet (km/h) | Placering | Motståndare Tid Hastighet (km/h)         | Motståndare Tid Hastighet (km/h) | Motståndare Tid Hastighet (km/h) | Motståndare Tid Hastighet (km/h) | Motståndare Tid Hastighet (km/h) | Motståndare Tid Hastighet (km/h) | Motståndare Tid Hastighet (km/h) | Motståndare Tid Hastighet (km/h) | Rank             |
| -------------------- | ---------------- | -------------------- | --------- | ---------------------------------------- | -------------------------------- | -------------------------------- | -------------------------------- | -------------------------------- | -------------------------------- | -------------------------------- | -------------------------------- | ---------------- |
| Dirk Jan van Hameren | Herrarnas sprint | 11,284 63,807        | 17        | Neiwand (AUS) González (COL) L           | Andrews (NZL) L                  | Gick inte vidare                 | Gick inte vidare                 | Gick inte vidare                 | Gick inte vidare                 | Gick inte vidare                 | Gick inte vidare                 | Gick inte vidare |
| Ingrid Haringa       | Damernas sprint  | 11,419 63,052        | 1         | Wang (CHN) Razmaitė (LTU) W12.179 63.497 | i.u.                             | i.u.                             | i.u.                             | i.u.                             | Kuroki (JPN) W12,662,W 12,792    | Neumann (GER) W12,263,L,L        | Ballanger (GER) W12,402,W12,400  | Brons            |

Förföljelse
| Cyklist                                                                    | Gren                     | Kval     | Kval      | Kvartsfinal                             | Semifinal            | Final                | Placering        |
| Cyklist                                                                    | Gren                     | Tid      | Placering | Motståndare Resultat                    | Motståndare Resultat | Motståndare Resultat | Placering        |
| -------------------------------------------------------------------------- | ------------------------ | -------- | --------- | --------------------------------------- | -------------------- | -------------------- | ---------------- |
| Servais Knaven                                                             | Herrarnas förföljelse    | 4:40,436 | 12q       | Grupp B-Heat 1 Baldrián (TCH) W4:27.954 | Gick inte vidare     | Gick inte vidare     | 9                |
| Servais Knaven Niels van der Steen Gerben Broeren Erik Cent Servais Knaven | Herrarnas lagförföljelse | 4:25,693 | 12        | Gick inte vidare                        | Gick inte vidare     | Gick inte vidare     | Gick inte vidare |
| Leontien van Moorsel                                                       | Damernas förföljelse     | 3:46,956 | 7Q        | Heat 3 Rossner (GER) L3:49.795          | Gick inte vidare     | Gick inte vidare     | 8                |

Tempolopp
| Cyklist              | Gren                | Tid      | Placering |
| -------------------- | ------------------- | -------- | --------- |
| Dirk Jan van Hameren | Herrarnas tempolopp | 1:05,524 | 9         |

Poänglopp
| Cyklist      | Gren                | Poäng | Placering |
| ------------ | ------------------- | ----- | --------- |
| Léon van Bon | Herrarnas poänglopp | 43    | Silver    |

## Friidrott
Herrar
| Idrottare           | Gren                        | Heat     | Heat      | Kvartsfinal | Kvartsfinal | Semifinal | Semifinal | Final            | Final            |     |
| Idrottare           | Gren                        | Resultat | Placering | Resultat    | Placering   | Resultat  | Placering | Resultat         | Placering        |     |
| ------------------- | --------------------------- | -------- | --------- | ----------- | ----------- | --------- | --------- | ---------------- | ---------------- | --- |
| Robin van Helden    | Herrarnas 800 meter         | 1:48,05  | 4 Q       | i.u.        | i.u.        | 1:46,98   | 5         | Gick inte vidare | Gick inte vidare |     |
| Marko Koers         | Herrarnas 800 meter         | 1:46,88  | 2 Q       | i.u.        | i.u.        | 1:52.23   | 7         | Gick inte vidare | Gick inte vidare |     |
| Marcel Versteeg     | Herrarnas 5 000 meter       | 13:35.95 | 2 Q       | i.u.        | i.u.        | i.u.      | i.u.      | 13:48,32         | 15               |     |
| Bert van Vlaanderen | Herrarnas maraton           | i.u.     | i.u.      | i.u.        | i.u.        | i.u.      | i.u.      | 2:15,47          | 15               |     |
| Tonnie Dirks        | Herrarnas maraton           | i.u.     | i.u.      | i.u.        | i.u.        | i.u.      | i.u.      | i.u.             | DNF              | DNF |
| Harold van Beek     | Herrarnas 50 kilometer gång | i.u.     | i.u.      | i.u.        | i.u.        | i.u.      | i.u.      | 4:24,18          | 31               |     |

Mångkamp – Herrarnas tiokamp
| Idrottare     | Gren     | 100 m | LJ   | SP    | HJ   | 400 m | 110H  | DT    | PV   | JT    | 1500 m  | Final | Placering |
| ------------- | -------- | ----- | ---- | ----- | ---- | ----- | ----- | ----- | ---- | ----- | ------- | ----- | --------- |
| Robert de Wit | Resultat | 10,09 | 7,02 | 15,48 | 2,00 | 49,24 | 14,89 | 48,34 | 4,80 | 61,36 | 4:41,39 | 8109  | 10        |
| Robert de Wit | Poäng    | 841   | 818  | 819   | 803  | 850   | 863   | 836   | 849  | 749   | 672     | 8109  | 10        |

Damer
| Idrottare          | Gren                  | Heat     | Heat      | Kvartsfinal      | Kvartsfinal      | Semifinal        | Semifinal        | Final            | Final            |
| Idrottare          | Gren                  | Resultat | Placering | Resultat         | Placering        | Resultat         | Placering        | Resultat         | Placering        |
| ------------------ | --------------------- | -------- | --------- | ---------------- | ---------------- | ---------------- | ---------------- | ---------------- | ---------------- |
| Nelli Cooman       | Damernas 100 meter    | 11,47    | 3 Q       | 11,55            | 5                | Gick inte vidare | Gick inte vidare | Gick inte vidare | Gick inte vidare |
| Ellen van Langen   | Damernas 800 meter    | 1:59,86  | 2 Q       | i.u.             | i.u.             | 2:00,68          | 2 Q              | 1:55,54          | Guld             |
| Stella Jongmans    | Damernas 800 meter    | 2:02,26  | 5         | Gick inte vidare | Gick inte vidare | Gick inte vidare | Gick inte vidare | Gick inte vidare | Gick inte vidare |
| Christien Toonstra | Damernas 10 000 meter | 32:07,42 | 5 Q       | i.u.             | i.u.             | i.u.             | i.u.             | 31:47,38         | 11               |

## Landhockey
Herrar
Gruppspel
| Lag           | P | W | D | L | GF | GA | GD  | Poäng |
| ------------- | - | - | - | - | -- | -- | --- | ----- |
| Pakistan      | 5 | 5 | 0 | 0 | 20 | 6  | +14 | 10    |
| Nederländerna | 5 | 4 | 0 | 1 | 20 | 10 | +10 | 8     |
| Spanien       | 5 | 3 | 0 | 2 | 15 | 11 | +4  | 6     |
| Nya Zeeland   | 5 | 1 | 0 | 4 | 7  | 12 | –5  | 2     |
| OSS           | 5 | 1 | 0 | 4 | 12 | 20 | –8  | 2     |
| Malaysia      | 5 | 1 | 0 | 4 | 9  | 24 | –15 | 2     |

Slutspel
|  | Semifinaler   | Semifinaler |   |               | Final      | Final |  |
|  |               |             |   |               |            |       |  |
|  | 5 augusti     |             |   |               |            |       |  |
|  | Australien    | 3           |   |               |            |       |  |
|  | Nederländerna | 2           |   |               |            |       |  |
|  |               |             |   |               |            |       |  |
|  |               |             |   |               | 8 augusti  |       |  |
|  |               |             |   |               | Australien | 1     |  |
|  |               | Tyskland    | 2 |               |            |       |  |
|  |               |             |   |               |            |       |  |
|  |               |             |   |               |            |       |  |
|  |               |             |   |               | Bronsmatch |       |  |
|  | 5 augusti     | 5 augusti   |   | 8 augusti     | 8 augusti  |       |  |
|  | Tyskland      | 2           |   | Nederländerna | 3          |       |  |
|  | Pakistan      | 1           |   |               | Pakistan   | 4     |  |

Damer
Gruppspel
| Lag            | Spelade | W | D | L | GF | GA | GD | Poäng |
| -------------- | ------- | - | - | - | -- | -- | -- | ----- |
| Sydkorea       | 3       | 2 | 0 | 1 | 8  | 3  | +5 | 4     |
| Storbritannien | 3       | 2 | 0 | 1 | 7  | 5  | +2 | 4     |
| Nederländerna  | 3       | 2 | 0 | 1 | 4  | 3  | +1 | 4     |
| Nya Zeeland    | 3       | 0 | 0 | 3 | 2  | 10 | –8 | 0     |

## Rodd
Roddresultat OS 1992:
Herrarnas singelsculler
Frans Göbel
16:e plats
Herrarnas dubbelsculler
Henk Jan Zwolle, Nico Rienks
3:e plats (brons)
Herrarnas tvåa utan styrman
Sjors van Iwaarden, Kai Compagner
8:e plats
Herrarnas scullerfyra
Hans Keldermann, Ronald Florijn, Koos Maasdijk, Rutger Arisz
5:e plats
Herrarnas fyra utan styrman
Bart Peters, Niels van der Zwan, Jaap Krijtenburg, Sven Schwarz
5:e plats
Damernas singelsculler
Irene Eijs
8:e plats
Damernas dubbelsculler
Rita de Jong, Marie-José de Groot
10:e plats
Damernas scullerfyra
Laurien Vermulst, Marjan Pentenga, Anita Meiland, Harriet van Ettekoven
4:e plats

## Segling
Herrar
| Seglare                         | Gren    | Lopp | Lopp | Lopp | Lopp | Lopp | Lopp | Lopp | Lopp | Lopp | Lopp | Nettopoäng | Slutplacering |
| Seglare                         | Gren    | 1    | 2    | 3    | 4    | 5    | 6    | 7    | 8    | 9    | 10   | Nettopoäng | Slutplacering |
| ------------------------------- | ------- | ---- | ---- | ---- | ---- | ---- | ---- | ---- | ---- | ---- | ---- | ---------- | ------------- |
| Stephan van den Berg            | Lechner | 13   | 20   | 19   | 51   | 18   | 17   | 5.7  | 0    | 0    | 25   | 117.70     | 7             |
| Ben Kouwenhoven Jan Kouwenhoven | 470     | 20   | 44   | 31   | 15   | 25   | 36   | 5.7  | i.u. | i.u. | i.u. | 132.70     | 16            |

Damer
| Seglare         | Gren    | Lopp | Lopp | Lopp | Lopp | Lopp | Lopp | Lopp | Lopp | Lopp | Lopp | Nettopoäng | Slutplacering |
| Seglare         | Gren    | 1    | 2    | 3    | 4    | 5    | 6    | 7    | 8    | 9    | 10   | Nettopoäng | Slutplacering |
| --------------- | ------- | ---- | ---- | ---- | ---- | ---- | ---- | ---- | ---- | ---- | ---- | ---------- | ------------- |
| Dorien de Vries | Lechner | 10   | 3    | 8    | 8    | 13   | 10   | 8    | 5.7  | 3    | 31   | 68.7       | Brons         |

## Simhopp
| Hoppare          | Gren          | Kval   | Kval      | Final            | Final            |
| Hoppare          | Gren          | Poäng  | Placering | Poäng            | Placering        |
| ---------------- | ------------- | ------ | --------- | ---------------- | ---------------- |
| Edwin Jongejans  | Herrarnas 3 m | 383,13 | 7         | 581,40           | 7                |
| Daphne Jongejans | Damernas 3 m  | 277,29 | 14        | Gick inte vidare | Gick inte vidare |

## Tennis
Herrsingel
- Paul Haarhuis
  1. Första omgången — Besegrade Luiz Mattar (Brasilien) 4-6, 6-3, 6-2, 6-2
  2. Andra omgången — Förlorade mot Goran Ivanišević (Kroatien) 7-6, 2-6, 6-1, 3-6, 2-6
- Mark Koevermans
  1. Första omgången — Besegrade Sándor Noszály (Ungern) 6-2, 6-3, 2-6, 6-2
  2. Andra omgången — Besegrade Sergi Bruguera (Spanien) 1-6, 6-3, 6-3, 6-2
  3. Tredje omgången — Förlorade mot Jaime Oncins (Brasilien) 6-7, 0-6, 6-7
- Jan Siemerink
  1. Första omgången — Förlorade mot Leonardo Lavalle (Mexiko) 4-6, 4-6, 2-6

Herrdubbel
- Paul Haarhuis och Mark Koevermans
  1. Första omgången — Förlorade mot Goran Ivanišević och Goran Prpić (Kroatien) 6-2, 4-6, 2-6, 2-6

Damsingel
- Nicole Muns-Jagerman
  1. Första omgången — Besegrade Il-Soon Kim (Sydkorea) 6-4, 6-4
  2. Andra omgången — Besegrade Julie Halard (Frankrike) 7-6, 7-6
  3. Tredje omgången — Förlorade mot Anke Huber (Tyskland) 5-7, 6-7